# Enseignes de l'armée romaine
Les enseignes de l’armée romaine sont les divers objets symboliques à l'usage codifié dans la légion, soit sur le champ de bataille, pour transmettre les ordres et assurer la cohésion, soit le reste du temps pour figurer la puissance de Rome et matérialiser les valeurs propres à la légion.
Le nombre et la complexité du système des enseignes s’est progressivement accrue au cours de l’histoire romaine : au vexillum s’est progressivement ajouté l’aigle de la légion, puis des enseignes sont apparues pour les unités subalternes. Le système est toutefois resté assez stable du Principat au IIIe siècle. À cette date, de nouveau types sont introduits, comme le draco, et remplacent progressivement les anciennes enseignes.

## Fonctions

### Fonction tactique
Lorsque la légion est en ordre de bataille (in aciem), chaque enseigne se trouve à l’avant du corps qu’elle représente. De manière générale, elle se trouve toujours à proximité immédiate du commandant de l’unité, dont elle relaie les ordres, et doit rester en permanence visible des troupes. Il s’agit toutefois là de la disposition standard : il est possible que certaines formations particulières aient nécessité de disposer les enseignes autrement, mais les sources ne sont pas assez précises pour permettre de le déterminer.
En principe, les légionnaires doivent toujours rester auprès de l’enseigne de leur unité. Ainsi, dans les Commentaires sur la guerre d’Afrique, César indique que les légionnaires doivent rester derrière l’enseigne et ne pas se trouver à plus de 1,20 m en avant de celle-ci. Cette pratique permet de conserver au maximum la cohérence de la ligne de bataille, mais réduit toutefois la capacité à poursuivre un ennemi en déroute.

### Fonction religieuse
Incarnation des génies protégeant l’unité, les enseignes sont vues comme disposant d’une vie propre et peuvent adresser des présages. Par exemple Dion Cassius indique que lorsque Crassus traverse l’Euphrate peu avant de se faire écraser à la bataille de Carrhes, ses enseignes échappent spontanément à la main de leurs porteurs et tombent dans le fleuve, signe selon l’auteur du désastre imminent. Elles ont également diverses vertus magiques, que la christianisation ne fait pas disparaître. Ainsi le labarum portant le chrisme se voit accorder les pouvoirs de rendre invincible son porteur et de terrifier l’ennemi qui le regarderait. Bien que les enseignes continuent de se voir attribuer des pouvoirs magiques, leur culte en tant que tel commence toutefois à s’affaiblir au IVe siècle, supplanté par le culte impérial.
Les enseignes sont par conséquent des objets sacrés et vénérés : les soldats prêtent serment devant elles, leur font des offrandes pour demander leur protection et les signiferi les oignent et les décorent comme le serait la statue d’une divinité dans un temple. Cette importance religieuse de l’enseigne explique la catastrophe que représente sa perte, qui équivaut à perdre le soutien de la divinité protégeant l’unité.

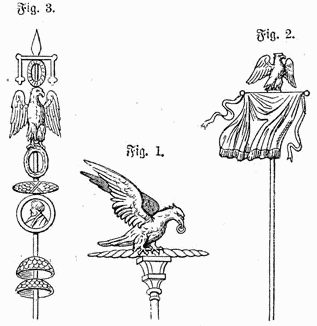
Exemples

## Éléments constitutifs

### Hampe
Toutes les enseignes disposent d’une hampe. Fabriquée en bois, éventuellement peint ou doré, celle-ci est invariablement de section circulaire, avec un diamètre maximal de 3,5 cm se rétrécissant souvent vers le sommet afin de limiter le plus possible la masse et de permettre à l’enseigne d’être tenue d’une seule main. D’une hauteur comprise entre 1,60 et 1,80 m pour les enseignes d’infanterie et 1,40 et 1,60 m pour celles de cavalerie, la hampe est dotée à son extrémité inférieure d’une férule, qui empêche le bois d’éclater et permet de ficher l’enseigne dans le sol. La férule s’achève souvent à son sommet par une traverse qui empêche la hampe de s’enfoncer trop profondément et améliore la stabilité de l’enseigne quand elle est plantée dans le sol.
La partie de la hampe destinée à être prise en main est parfois séparée de la partie portant les insignes par un gland, qui peut en outre servir de garde protégeant la main du porteur. La hampe peut être également dotée au même niveau d’une poignée facilitant sa prise en main. Certaines représentations d’enseignes montrent également dans cette zone de la hampe une ou plusieurs excroissances en forme d’œuf, dont la fonction est inconnue.

### Récompenses
La hampe des enseignes est souvent ornée de dona militaria, c’est-à-dire des récompenses attribuées pour actes de bravoure, qui le sont ici à l’unité entière plutôt qu’à un individu. Tous les types de dona individuels n’apparaissent cependant pas dans l’iconographie des enseignes et il n’est pas toujours établi si leur sens est le même lorsqu’ils sont remis à une unité. Parmi les récompenses de plus haut rang visibles sur des enseignes se trouvent les couronnes, comme la corona muralis et la corona vallaris décernées pour héroïsme lors de l’assaut respectivement d’une ville et d’un camp fortifiée. La corona navalis, remise en principe pour héroïsme lors d’une bataille navale, n’est visible que sur la colonne de Trajan et il n’est pas clair s’il s’agit d’une récompense très rare ou d’une erreur du sculpteur. Enfin, il est très probable que la corona civica, remise pour avoir sauvé la vie d’un citoyen romain, ait également figurée parmi les récompenses pouvant être décernée à une unité, mais son aspect la rend difficilement distinguable dans l’iconographie des couronnes de laurier génériques.
Alors que les couronnes restent des distinctions rares, les phalères et patères sont bien plus courantes. À l’origine les phalères étaient remises aux cavaliers et les patères aux fantassins, dans les deux cas pour avoir vaincu un ennemi sur le champ de bataille, mais la distinction entre patère et phalère s’est déjà estompée au Ier siècle av. J.-C..

## Typologie

### Aquila
L’aquila (« aigle »), représente la légion depuis la réforme marianique en -104. Avant cette date, elle n’est que la première de cinq enseignes représentant la légion : l’aigle, le loup, le minotaure, le cheval et le sanglier. Il est porté par l’aquilifer et est rattaché à la première cohorte. Symbole et protecteur de la légion, l’aigle reste la majeure partie du temps à l’abri dans l’autel du camp et n’accompagne les troupes que lorsque c’est l’ensemble de la légion qui se met en marche. L’utilisation de l’aigle dure dans l’Empire d’Occident jusqu’à la disparition de celui-ci, puis persiste encore jusqu’au VIIe siècle dans l’Empire d’Orient.
Comme son nom l’indique, l’aquila représente une aigle dorée ou argentée placée au sommet d’une hampe, qui est elle-même souvent peinte ou revêtue de métal argenté. Celle-ci peut être ornée de phalères ou rester nue. Jusqu’au IIIe siècle l’animal semble avoir été presque toujours représenté les ailes déployés. Parfois, celles-ci sont ceintes d’une couronne murale ou de laurier, bien que dans ce dernier cas il pourrait s’agir de décorations végétales temporaires ne faisant pas partie de l’enseigne à proprement parler. Certains tiennent dans leurs serres la foudre de Jupiter ou dans leur bec des objets tels des couronnes,.
L’aspect change à partir du IIIe siècle avec l’apparition de l’aigle aux ailes repliées posé sur un piédestal. La hampe est modifiée à la même période, celle-ci prenant une forme évoquant le sceptre des consuls, d’où le nom skeptrà donné à ce type.

### Vexillum

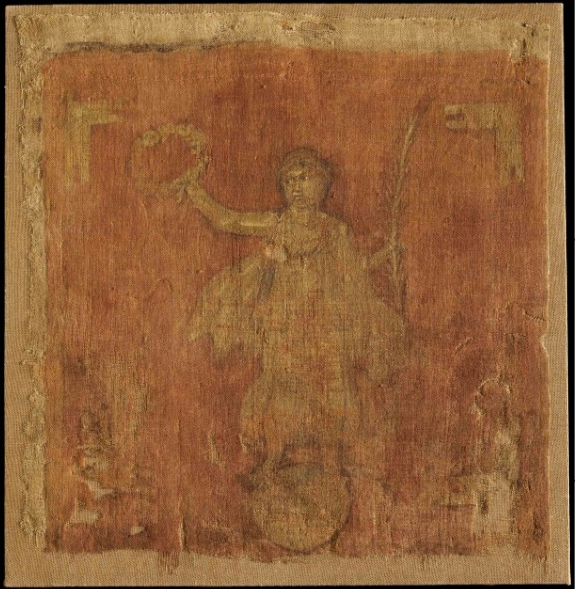
Étoffe d’un vexillum découverte en Égypte, IIIe siècle, musée des Beaux-Arts Pouchkine.

Le vexillum (« drapeau ») dans un premier temps la principale enseigne de la légion, puis la deuxième en ordre d’importance après l’introduction de l’aquila. À l’origine il y a un vexillum par légion, qui est porté par le vexillarius et permet de diriger l’ensemble de celle-ci. Au plus tard à l’époque de César, le vexillum devient toutefois également l’enseigne d’une unité de taille variable assemblée au besoin, la vexillation. Le drapeau de la légion est alors appelé vexillum legionis pour le distinguer des enseignes de ces unités.
Le vexillum est composé d’une hampe, au sommet de laquelle est fixée une traverse horizontale à laquelle est accroché un tissu carré, ou presque carré, d’environ cinquante centimètre de large appelé stola. De part et d’autre pendent parfois des lanières de cuir auxquelles sont accrochées des pendentifs, souvent en forme de cœur, appelés siphara. La stola est rouge ou pourpre, bien qu’il ne soit pas exclu que les exemplaires les plus anciens aient pu être d’autres couleurs. Elle est généralement ornée d’une frange dorée et de broderies indiquant le nom de la légion et de son commandant ou représentant des symboles divins : aigle de Jupiter, Victoire ou, au période plus tardives, chrisme,. De même la hampe peut comporter des phalères et des images figurées, celles-ci étant généralement propres à l’identité de la légion concernée : le vexillum de la legio X de César est par exemple orné d’un taureau.
Le labarum  est un type particulier de vexillum : le mot est d’abord utilisé spécifiquement pour désigner le drapeau utilisé par Constantin à la bataille du pont Milvius, puis il devient un terme générique désignant n’importe quel vexillum portant un symbole chrétien. Le labarum peut se trouver dans n’importe quel légion, mais est principalement utilisé par les unités de la garde impériale.

### Imago

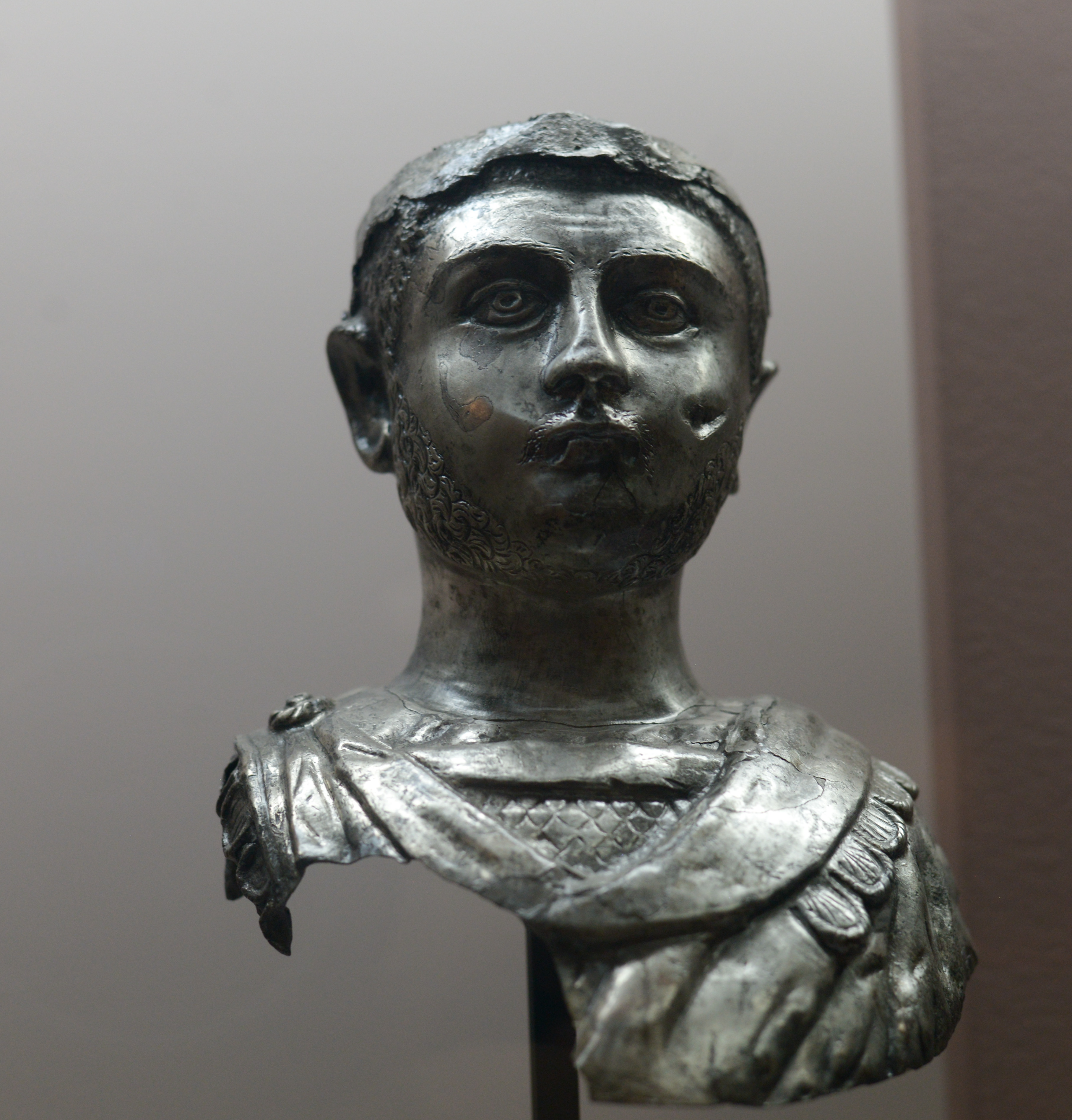
Imago représentant peut-être Gallien, deuxième moitié du IIIe siècle, musée archéologique de Fourvière, Lyon.

L’imago est une image de l’empereur symbolisant sa présence et sa protection divine. Elle est portée par l’imaginifer et suit immédiatement l’aigle dans l’ordre de préséance des enseignes. À la mort de l’empereur, son image est détruite et remplacée par celle du nouveau souverain. Ce type d’enseigne apparaît à l’époque d’Auguste, en parallèle de l’affirmation du caractère divin de l’empereur. Elle reste en usage jusqu’au IVe siècle sans changement majeur,.
L’imago se présente en général sous la forme d’un buste d’une trentaine de centimètres de haut, en argent ou en bronze doré et représentant l’empereur en armure, le plus souvent placé dans un édicule.

### Genius legionis
Le « génie de la légion » est son totem, en général un animal ou une figure mythologique. Au début de l’empire, il est troisième dans l’ordre de préséance des enseignes après l’aquila et l’imago. Il est porté comme une enseigne, mais a un rôle essentiellement moral et religieux et non tactique. Beaucoup de légions ont plus d’un totem, par exemple la louve et le capricorne pour la legio II Italica.

### Signum cohortis,signum manipulietsignum centuriae
L’enseigne d’une unité subalterne est portée par un signifer, qu’il s’agisse d’une cohorte, d’un manipule ou d’une centurie. Le manipule dispose probablement dès son apparition de sa propre enseigne. L’existence d’une enseigne pour la cohorte est certaine à partir de l’époque de Tibère, mais davantage débattue pour les périodes antérieures. En effet, plusieurs auteurs indiquent qu’une légion compte trente enseignes en-dehors de l’aigle. Or il y a trente manipules, ce qui ne laisse pas de place à dix enseignes supplémentaires pour les cohortes. La présence dans l’iconographie du Ier siècle av. J.-C. d’enseignes semblables à celles des manipules portant le chiffre romain X, qui ne peut être qu’une référence à un numéro de cohorte, laisse toutefois présager leur existence. Une possibilité réconciliant les deux positions serait que l’enseigne du premier manipule ait également endossé le rôle d’enseigne pour l’ensemble de la cohorte. L’existence d’une enseigne pour la centurie est encore plus contestée pour les périodes anciennes, mais est attestée à partir d’Hadrien, avec une existence assez probable au Ier siècle. Il est possible là-aussi qu’une même enseigne ait pu remplir simultanément plusieurs rôles.
Le signum comporte une hampe ornée de décorations et de récompenses. Avant le Ier siècle av. J.-C., le signum manipuli peut comporter une pièce de tissu similaire à celle du vexillum. Des monnaies montrent ce tissu orné de la lettre H ou P, probablement pour hastati et principes. Après l’introduction des cohortes, la pièce de tissu semble avoir servi à désigner l’enseigne du premier manipule de chaque cohorte, qui sert d’enseigne à celle-ci en parallèle, en portant en chiffre romain son numéro. En l’absence de tissu, les inscriptions sont portées sur une tablette. Le signum est souvent surmonté par une main droite, symbole de la fidélité à l’État.

### Draco
Le draco (« dragon »), aussi appelé signa dracorum (« enseigne au dragon »), est composé d’une hampe, au sommet est fixée une tête monstrueuse en bronze évoquant un dragon ayant la gueule ouverte. L’air s’engouffre par celle-ci dans un manchon conique en tissu qui s’agite ainsi en produisant un sifflement reptilien. L’iconographie et les quelques exemplaires retrouvés montrent une assez grande variété dans les formes, avec certaines têtes ayant des traits reptiliens ou canins, tandis que d’autres mélangent plusieurs animaux.
Isidore de Séville relie le draco au culte d’Apollon sauroctone et au serpent Python. Il s’agit toutefois d’une origine légendaire, ce modèle d’enseigne ayant plus probablement été emprunté aux Sarmates, eux-mêmes ayant été influencés par les Chinois via les Parthes. Les premières occurrences dans l’armée romaine, qui datent de la période d’Hadrien, les montrent en effet comme enseignes de cataphractaires auxiliaires sarmates.

## Sources
Les sources permettant de reconstituer l’aspect des enseignes de l’armée romaines sont principalement iconographiques. Elles se retrouvent en effet sur les monuments érigés pour les besoins de la propagande, notamment impériale, comme les arcs de triomphe ou la colonne de Trajan. Elles figurent également sur les monuments funéraires de porte-enseigne sur lesquels ceux-ci sont souvent représentés avec leurs instruments. Ces monuments présentent en particulier l’avantage de dépeindre l’enseigne dans son contexte, l’unité à laquelle se rattache le porte-enseigne étant souvent indiquée. Enfin, les monnaies les représentent également en abondance, bien que les représentations tendent dans ce cas à être moins précises.
Peu de mobilier relatif aux enseignes a été retrouvé lors des fouilles archéologiques et celui découvert est plutôt tardif. Cela est probablement dû à l’importance sacrée des enseignes, qui ne sont par conséquent que rarement perdues ou abandonnées. Les quelques découvertes réalisées tendent toutefois à confirmer l’exactitude des représentations iconographiques. Enfin, les sources littéraires permettent de préciser les fonctions et l’utilisation des enseignes.